# 257 г. пр.н.е.
257 (двеста петдесет и седма) година преди новата ера (пр.н.е.) е година от доюлианския (Помпилийски) римски календар.

## Събития

### В Римската република
- Консули са Гай Атилий Регул и Гней Корнелий Блазион (за II път).
- Продължава Първата пуническа война:
  - Консулът Регул повежда флот, за да атакува остров Малта и устроива засада край град Тиндарида в Сицилия, в която попада картагенска ескадра. В последвалата битка римляните побеждават като потопяват 10 и пленяват 8 кораби.[1]

### В Македония
- Деметрий II Македонски е направен съвладетел от баща си Антигон II Гонат.[2]

### В империята на Селевкидите
- Продължава Втората сирийска война между птолемейски Египет и царството на Селевкидите:
  - Птолемей II предприема поход в Сирия с неясен резултат.[3]